# Carpomys phaeurus
Carpomys phaeurus е вид гризач от семейство Мишкови (Muridae). Видът не е застрашен от изчезване.

## Разпространение и местообитание
Разпространен е във Филипини.
Обитава гористи местности, планини и възвишения в райони с тропически и субтропичен климат, при средна месечна температура около 18 градуса.

## Описание
На дължина достигат до 18,5 cm.